# بنة سوختة تشار (حومة بم)
بنة سوختة تشار (بالفارسية: بنه سوخته چار) هي قرية تقع في إيران في منطقة مركزية ريفية. يقدر عدد سكانها بـ 20 نسمة بحسب إحصاء 2016.